# Êa Trul
Êa Trul là một xã thuộc huyện Krông Bông, tỉnh Đắk Lắk, Việt Nam.
Xã Êa Trul có diện tích 24,89 km², dân số năm 1999 là 9387 người, mật độ dân số đạt 377 người/km².